# راي دونوفان
راي دونوفان مسلسل تلفزيوني أمريكي من نوع أفلام الجريمة والدراما، تم تأليف السلسلة من طرف آن بيدرمان على شوتايم. وقد عُرضت الاثنا عشر حلقة من الموسم الأول ابتداءا من 30 يونيو 2013. هذا وقد كسرت الحلقة التجريبية سجلات عدد المشاهدين، لتصبح بذلك أكثر حلقة من حيث المتابعة في تاريخ شوتايم. مما جعل هذه الأخيرة تُخطط لإضافة 4 مواسم أخرى مع احتساب عرض الموسم الأول. في 11 أغسطس 2016، أكدت شوتايم على عزمها عرض الجزء الخامس من السلسلة والتي لقيت متابعة كبيرة طيلة كل مواسمها، يُشار إلى أن الموسم الخامس قد بدأ عرضه منذ 6 أغسطس من سنة 2017.

## فرضية
تدور هذه الدراما في لوس أنجلوس، كاليفورنيا حيث يعمل الأيرلندي الأمريكي راي دونوفان (ييف شرايبر) والذي يعود أصله إلى جنوب بوسطن كمحامي لشركة جولدمان & دريكسلر التي تُمثل الأغنياء والمشاهير. في الحقيقة فدونوفان هو المنظف: الشخص الذي يرتب الرشاوى والتهديدات وغيرها من الأنشطة المشبوهة، لضمان النتيجة المرجوة من قبل العميل.
في العادة، فراي هو رجل العائلة المخلص. لكنه يواجه مشاكله الخاصة بعدما هدده الأب ميكي دونوفان (جون فويت) بشكل غير متوقع بعد إطلاق سراحه من السجن، مما جعل مكتب التحقيقات الفيدرالي يقوم بالعديد من المحاولات لإسقاط راي ورفاقه.

## الحلقات
| الموسم | الموسم | عدد الحلقات | البث الرسمي   | البث الرسمي    |
| الموسم | الموسم | عدد الحلقات | بداية الموسم  | نهاية الموسم   |
| ------ | ------ | ----------- | ------------- | -------------- |
|        | 1      | 12          | 30 يونيو 2013 | 22 سبتمبر 2013 |
|        | 2      | 12          | 13 يوليو 2014 | 28 سبتمبر 2014 |
|        | 3      | 12          | 12 يوليو 2015 | 27 سبتمبر 2015 |
|        | 4      | 12          | 26 يونيو 2016 | 18 سبتمبر 2016 |
|        | 5      | 12          | 6 أغسطس 2017  | 29 أكتوبر 2017 |

## بطولة
| الممثل         | الدور           | الشخصية |
| -------------- | --------------- | --- |
| ييف شرايبر     | راي دونوفان     | |
| بولا مالكومسون | آبي دونوفان     | زوجة راي، حيث تعاني معه الكذب، الخيانة، بل تصل الأمور أحيانا إلى العنف اللفظي والإساءة البدنية، لكنها وبالرغم من كل هذا تقرر البقاء معه بسبب حبها له. |
| إدي مارسان     | تيرنس دونوفان   | شقيق راي الأكبر. وهو ملاكم سابق يعاني من مرض باركنسون.                                                                                                |
| داش ميهوك      | بريندان دونوفان | شقيق راي الأصغر، ُيعرف نفسه بأنه سكير وفاقد لشهية الجنس.                                                                                               |
| بوش هال        | داريل دونوفان   | أخ راي غير الشقيق الأصغر، ملاكم محترف، تدرب على يد تيري، ويشتهر بقيادته الليموزين.                                                                    |
| ستيفن باور     | أفي رودين       | اليد اليمنى لراي، وهو جندي سابق في الجيش الإسرائيلي وكذلك عميل في الموساد.                                                                            |
| كاثرين موينغ   | لينا بارنوم     | مساعدة التحقيق في قضية راي |
| كيريس دورسي    | بريدجيت دونوفان | ابنة راي |
| ديفون باجبي    | كونر دونوفان    | ابن راي |
| جون فويت       | ميكي دونوفان    | والد راي |

## استقبال
| الموسم 1 | الموسم 2 | الموسم 3 |    |
| -------- | -------- | -------- | -- |
| تصنيف    | 76       | 80       | 77 |

تلقى راي دونوفان مراجعات إيجابية من النقاد، حيث أنه حصل في موقع روتن توميتوز على 76% على أساس عدد من التقييمات وصل إلى 38. أما ميتاكريتيك فقد قيم المسلسل في موسمه الأول بدرجة 75 من 100، استنادا إلى ملاحظات 36 من النقاد، مشيرا إلى «مراجعات إيجابية عموما».

أما ايم جودمان فقد كتبت في هوليوود ريبورتر

## الجوائز والترشيحات
| السنة | الجائزة                                | الصنف                                                                     | المشارك                                   | النتيجة     | مرجع   |
| ----- | -------------------------------------- | ------------------------------------------------------------------------- | ----------------------------------------- | ----------- | ------ |
| 2013  | Critics' Choice Television Awards      | أحدث المسلسلات المثيرة                                                    | راي دونوفان                               | فوز         | [ 14 ] |
| 2014  | جائزة ساتيلايت                         | أفضل ممثل مسلسلات                                                         | جون فويت                                  | رُشِّح         | [ 15 ] |
| 2014  | Critics' Choice Television Awards      | أفضل ممثل مسلسلات - دراما                                                 | جون فويت                                  | رُشِّح         | [ 16 ] |
| 2014  | جائزة الغولدن غلوب                     | جائزة الغولدن غلوب لأفضل ممثل - مسلسل تلفزيوني دراما                      | ييف شرايبر                                | رُشِّح         | [ 17 ] |
| 2014  | جائزة الغولدن غلوب                     | جائزة غولدن غلوب لأفضل ممثل مساعد - مسلسل، أو مسلسل قصير أو فيلم تلفزيوني | جون فويت                                  | فوز         | [ 17 ] |
| 2014  | جائزة الإيمي برايم تايم                | أفضل ممثل مسلسلات - دراما                                                 | جون فويت                                  | رُشِّح         | [ 18 ] |
| 2014  | كتاب مؤسسة الجوائز الأمريكية           | أفضل مسلسل جديد                                                           | راي دونوفون                               | رُشِّح         | [ 19 ] |
| 2015  | جائزة الغولدن غلوب                     | جائزة الغولدن غلوب لأفضل ممثل - مسلسل تلفزيوني دراما                      | ييف شرايبر                                | رُشِّح         |        |
| 2015  | جائزة الغولدن غلوب                     | جائزة غولدن غلوب لأفضل ممثل مساعد - مسلسل، أو مسلسل قصير أو فيلم تلفزيوني | جون فويت                                  | رُشِّح         |        |
| 2015  | جائزة الإيمي برايم تايم                | أفضل ممثل مسلسلات - دراما                                                 | ييف شرايبر                                | رُشِّح         |        |
| 2016  | جائزة ساتيلايت                         | أفضل ممثل مسلسلات تلفزية - دراما                                          | ييف شرايبر                                | رُشِّح         | [ 20 ] |
| 2016  | جائزة ساتيلايت                         | أفضل مسلسل تلفزيوني - دراما                                               | راي دونوفون                               | رُشِّح         | [ 20 ] |
| 2016  | جائزة الغولدن غلوب                     | جائزة الغولدن غلوب لأفضل ممثل - مسلسل تلفزيوني دراما                      | ييف شرايبر                                | رُشِّح         |        |
| 2016  | جائزة الإيمي برايم تايم                | أفضل ممثل مسلسلات - دراما                                                 | ييف شرايبر                                | رُشِّح         |        |
| 2016  | جائزة الإيمي برايم تايم                | أفضل ممثل مسلسلات تلفزيونية - دراما                                       | جون فويت                                  | رُشِّح         |        |
| 2016  | جائزة الإيمي برايم تايم                | أفضل مخرج مسلسلات درامية                                                  | دافيد هولندر                              | رُشِّح         |        |
| 2016  | جائزة الإيمي برايم تايم                | أفضل موسيقى في مسلسل كوميدي أو درامي (ساعة واحدة)                         | هاريسون مارش، روبرت إدموندسون، روسيل سميث | رُشِّح         |        |
| 2016  | جائزة الإيمي برايم تايم                | أفضل ممثل ضيف في مسلسل درامي                                              | هانك آزاريا                               | فوز         |        |
| 2017  | المجتمع الكندي للجوائز السينماتوغرافية | أفضل مسلسل تلفزي سينماتوغرافي                                             | روبرت ماكلاشلان                           | رُشِّح         | [ 21 ] |
| 2017  | جائزة الإيمي برايم تايم                | أفضل ممثل في مسلسل دراما                                                  | ييف شرايبر                                | في الانتظار |        |
| 2017  | جائزة الإيمي برايم تايم                | أفضل ممثل ضيف في مسلسل درامي                                              | هانك آزاريا                               | رُشِّح         |        |

## البث
تم إصدار الموسم الأول على دي في دي وبلو راي وذلك بتاريخ 10 يونيو 2014.
أما الموسم الثاني فقد صدر على كل وسائل الإعلام ابتداء من 26 مايو 2015.
في حين تم إصدار الموسم الثالث على دي في دي وذلك في 29 ديسمبر 2015.
الموسم الرابع صَدر على دي في دي أيضا وذلك منذ 27 ديسمبر 2016.

## وصلات خارجية
- الموقع الرسمي
- راي دونوفان على موقع IMDb (الإنجليزية)
- راي دونوفان على موقع ميتاكريتيك (الإنجليزية)
- راي دونوفان على موقع روتن توميتوز (الإنجليزية)
- راي دونوفان على موقع كينوبويسك (الروسية)
- راي دونوفان على موقع ألو سيني (الفرنسية)
- راي دونوفان على موقع قاعدة بيانات الفيلم (الإنجليزية)
- راي دونوفان في روتن توميتوز